# Palác Strozziů (Florencie)
Palác Strozziů (italsky Palazzo Strozzi) je renesanční palác z 15. století v centru Florencie.

## Historie
Stavbu paláce zahájil v roce 1489 Benedetto da Maiano na objednávku Filippa Strozziho staršího, člena bohatého rodu Strozziů, který konkuroval známé florentské rodině Medicejů. Palác měl reprezentovat společenský i politický význam Strozziů. Filippo však zemřel v roce 1491, dlouho před dokončením stavby v roce 1538, kdy ji vévoda Cosimo I. zkonfiskoval a Strozziům ji vrátil až o třicet let později.
Palác stojí na konci slavné historické ulice Via de' Tornabuoni.

## Popis
Palác Strozziů se svou rustikou je příkladem civilní architektury stavěné po vzoru Medicejského paláce. Palác Strozziů však působí harmoničtěji, jeho fasáda je propracovanější a oproti Medicejskému paláci, který je propojen s dalšími budovami, víc vyniká jako samostatně stojící budova.
Palác má párová okna se sloupky (biforium); paprskovitě umístěné klenáky oblouků stoupají k ústřednímu klenáku, což je detail, který byl v renesanci hojně kopírován u obloukových oken zasazených do rustiky. Dominantní římsa je typická pro florentské paláce té doby.
Do roku 1504 byl pověřen stavbou paláce Simone del Pollaiolo (il Cronaca), který však stavbu nedokončil. Cronaca byl rovněž autorem centrálního nádvoří obklopeného arkádami, inspirovanými Michelozzem.
Proslulé jsou kované předměty zvané ferro, které zdobí budovu. Mnohé z těchto doplňků budovy, jako jsou stožáry na vlajky a pochodně, závěsy, lucerny a svícny, ozdobily exteriér paláce i jeho zákoutí a zároveň plnily praktickou funkci. Vytvořil je umělecký kovář Niccolo Grosso řečený Il Caparra.

## Vlastník a využití
Palác zůstal sídlem rodiny Strozziů do roku 1937. Pak ho obsadil Istituto Nazionale delle Assicurazioni (Národní pojišťovací institut), který v budově provedl rozsáhlé změny a v roce 1999 ji daroval italskému státu. Sídlí zde Institut humanistických studií a Fondazione Palazzo Strozzi. Budova je také sídlem Istituto Nazionale del Rinascimento (Institut renesančních studií) a je zde i známý Gabinetto Vieusseux s knihovnou a čítárnou. Palác se využívá pro mezinárodní expozice, módní přehlídky a další kulturní a umělecké akce. Například tu proběhla výstava "Cézanne ve Florencii. Dva sběratelé a výstava impresionismu v roce 1910". Každý rok se tu koná výstava starožitností Biennale dell' Antiquariato. Palác je největším výstavním prostorem ve Florencii.

## Galerie

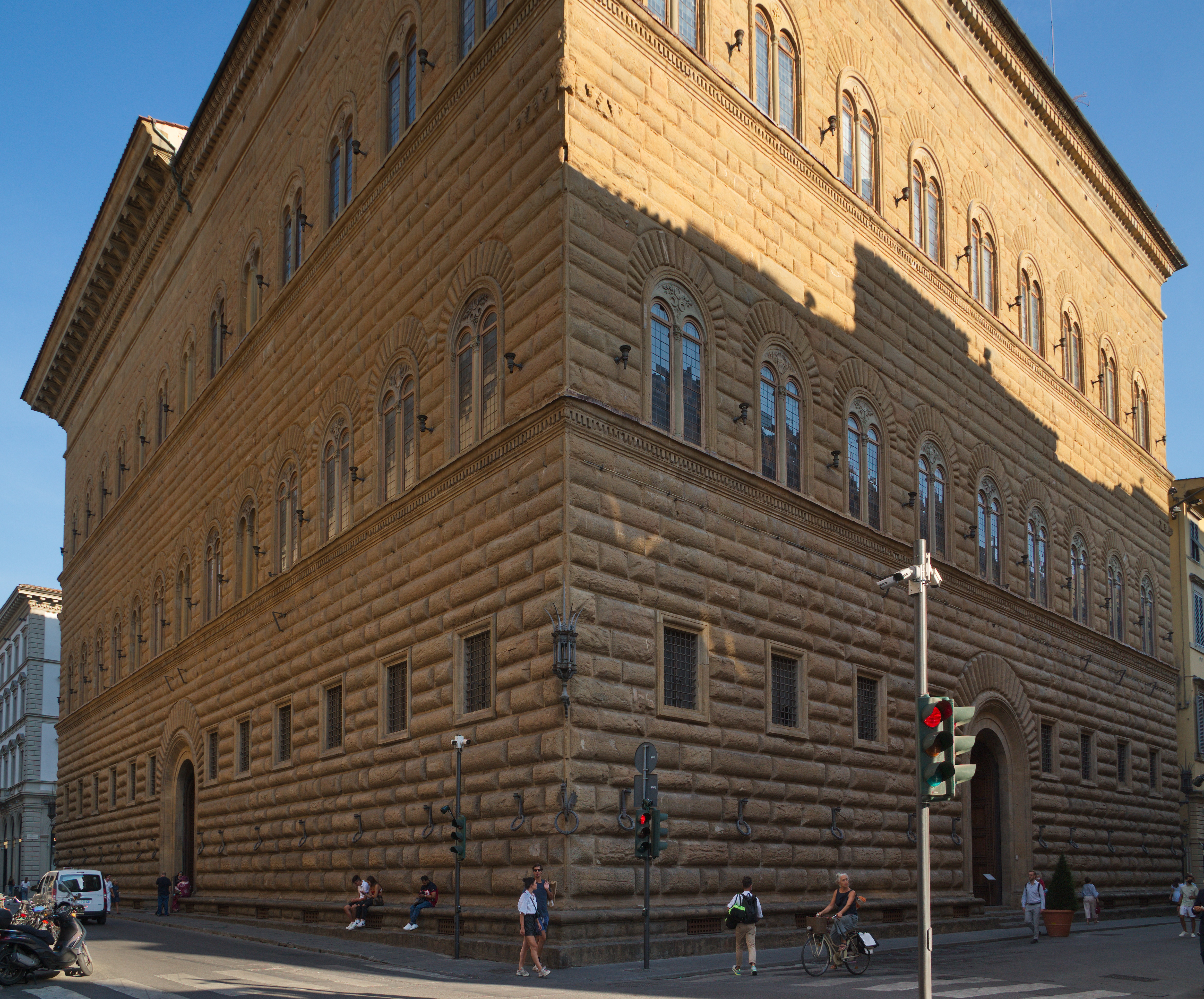
Severní a západní fasáda, Benedetto da Maiano (1489-1538)
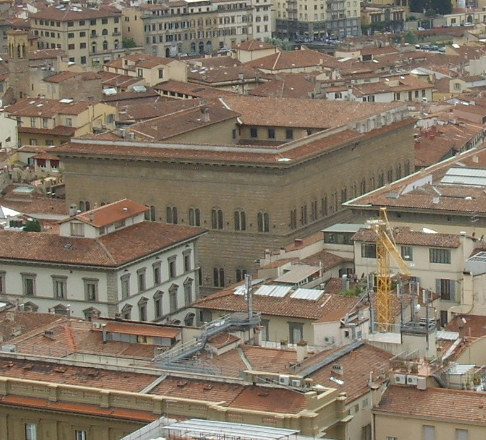
Pohled na palác shora
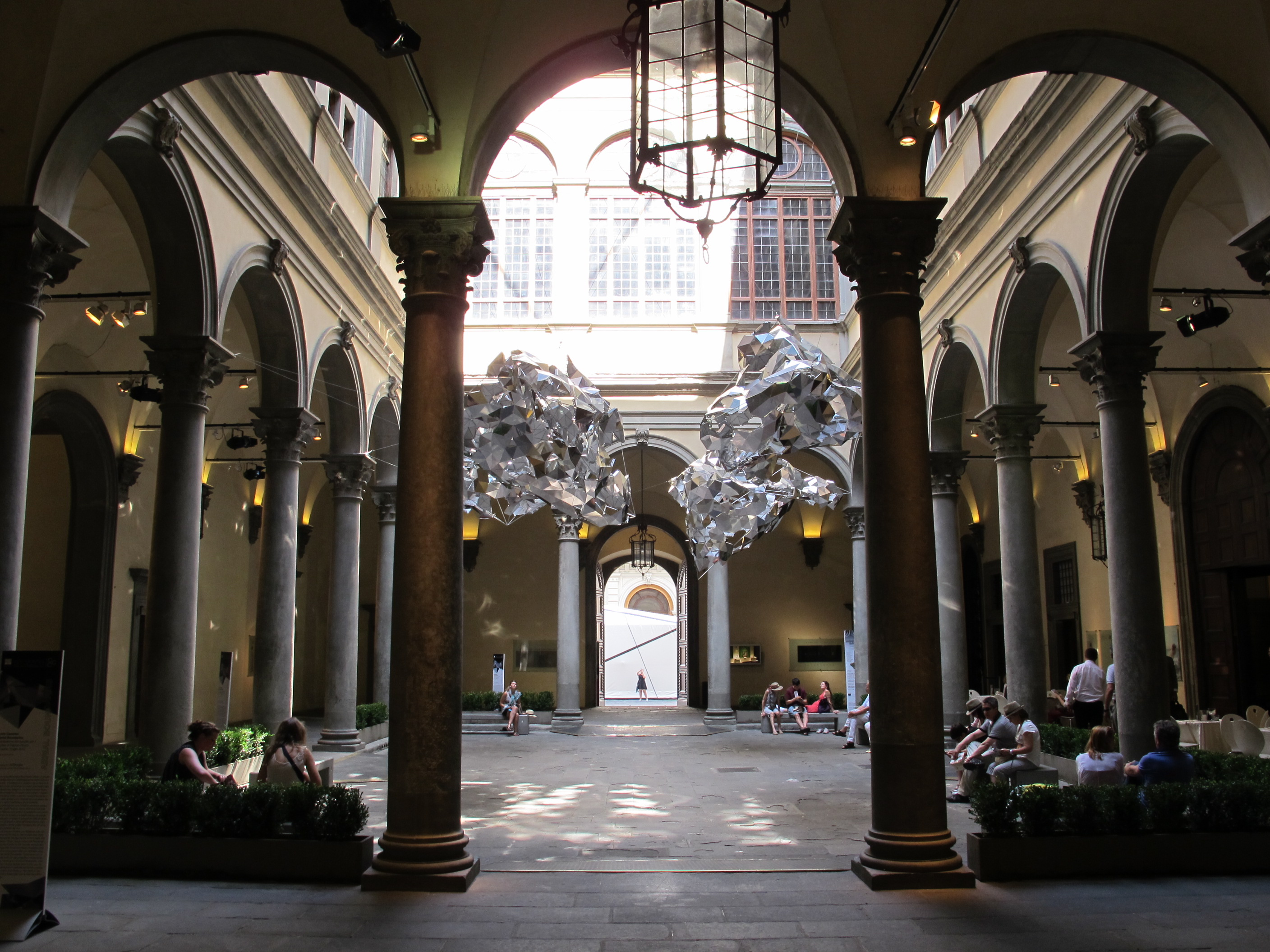
Palácové nádvoří (cortile)
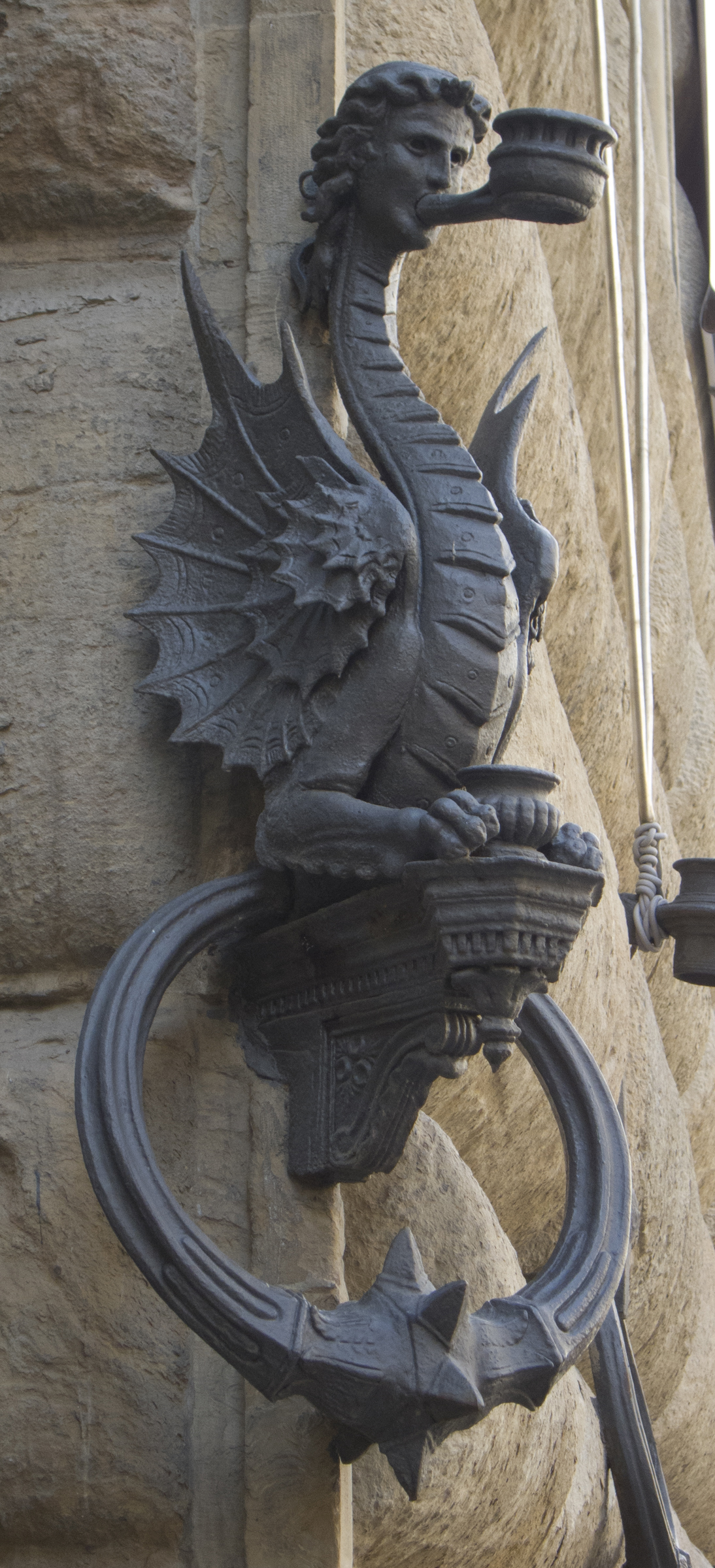
Držák praporu – Niccolo Grosso (Il Caparra)
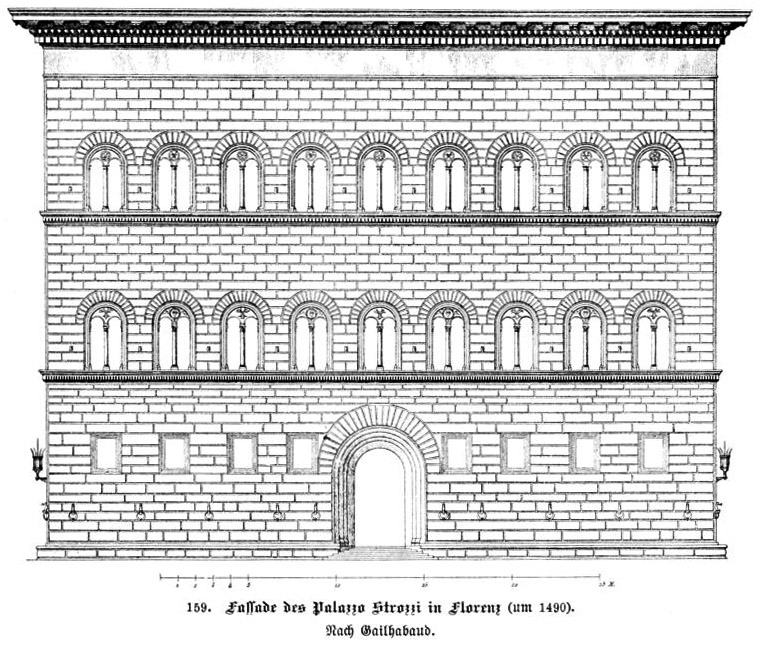
Průčelí (1896)